# Carne de las Merindades
Carne de las Merindades es una marca de garantía autorizada en los años 2000, que proviene de la provincia de Burgos, en España.
La titularidad de la marca corresponde a la "Asociación de Productores y Comerciantes de Carne las Merindades. Calidad Controlada", y la fecha de la elaboración del Informe favorable de la Dirección General de Industrias Agrarias y Desarrollo Rural de la Consejería de Agricultura y Ganadería, fue el 27 de octubre de 1998.
La zona de producción es la Comarca de Las Merindades, cuyo nombre aparece en el distintivo de la marca.
La alimentación del ganado vacuno se realiza en medios de alta-media montaña y pastizales, destacando que el vacuno autóctono aprovecha la alimentación natural que le ofrecen los recursos pastables. Sólo son admitidos en el Programa los animales nacidos, criados y sacrificados en la comarca de las Merindades.
El producto debe pasar una serie de Controles y análisis específicos, desde su origen hasta su etiquetado final que determinan y garantizan su calidad.